# 마리아노 곤살레스 마로토
마리아노 곤살레스 마로토(스페인어: Mariano González Maroto, 1984년 10월 27일, 안달루시아 지방 말라가 ~)는 흔히 나노(Nano)로 알려진 스페인의 프로 축구 선수로, 현재 지브롤터 클럽 세인트 조셉스 FC에서 수비수나 미드필더로 활약하고 있다.

## 수상
카르타헤나
- 세군다 디비시온 B: 2008-09

파나티나이코스
- 그리스 컵: 2013-14